# 赵劲夫
赵劲夫（？—），男，中华人民共和国政治人物，曾任山西省人民政府秘书长，山西省教育厅厅长，山西省人大常委会副主任。